# Ланатозид C
Ланатозид С (лат. Lanatosidum C, англ. Lanatoside C; Целанід, Ізоланід) — природна хімічна сполука, яку отримують із листя наперстянки шерстистої (лат. Digitalis lanata Ehrh.), що належить до групи серцевих глікозидів, та який застосовується як перорально, так і внутрішньовенно. Для отримання ланатозиду С та інших серцевих глікозидів наперстянка шерстиста культивується в Україні, Молдові та Північному Кавказі.

## Фармакологічні властивості

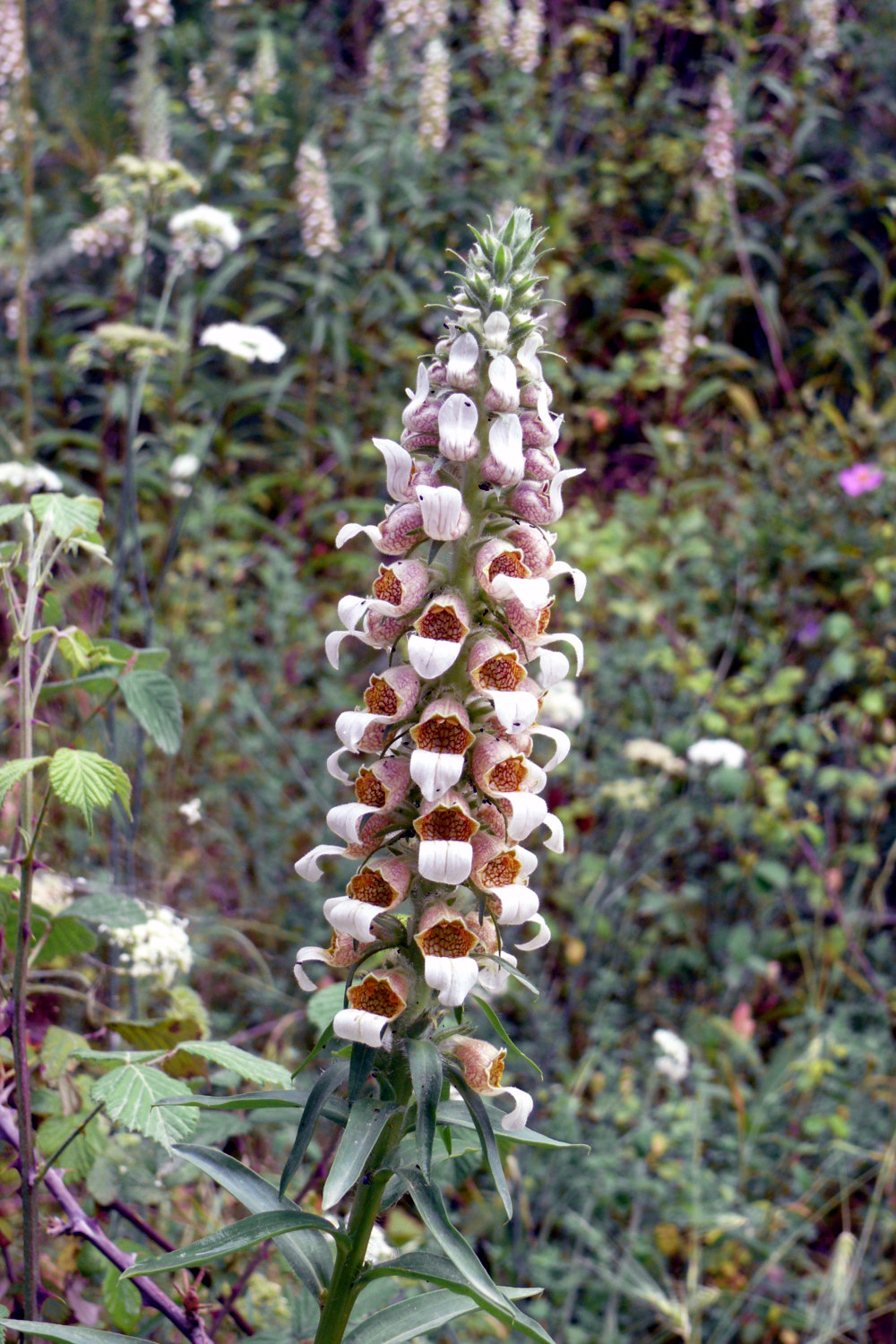
Наперстянка шерстиста — основне джерело отримання ланатозиду С

Ланатозид С — природний препарат, що по хімічному складу є серцевим глікозидом, похідним циклопентанпергідрофенантрену, підгрупи карденолідів. До складу молекули Ланатозиду С входять аглікон стероїдної будови дигітоксигенін та дві молекули вуглеводу дигітоксози, одна молекула ацетилдигітоксози та одна молекула бета-глюкози. Механізм дії препарату, як і інших серцевих глікозидів, полягає у блокаді ферменту Na±К±АТФ-ази кардіоміоцитів, що призводить до збільшення концентрації натрію в клітинах міокарду та, внаслідок цього, відкриття кальцієвих каналів та збільшення надходження кальцію до кардіоміоцитів. Збільшення концентрації кальцію призводить до інгібування тропонінового комплексу, який у свою чергу пригнічує взаємодію актину та міозину, та внаслідок цього — до збільшення сили скорочення міокарду. Ланатозид С збільшує як силу, так і швидкість скорочення міокарду (позитивний інотропний ефект), призводить до збільшення ударного та хвилинного об'єму крові, зниження кінцевого систолічного та діастолічного об'єму серця і, внаслідок цього — до зниження потреби міокарду в кисні; підвищує рефрактерність AV-вузла, що призводить до сповільнення провідності міокарду (негативний дромотропний ефект); зменшує частоту скорочень серця (негативний хронотропний ефект). При застосуванні ланатозиду С зменшується частота серцевих скорочень, більш виражено, ніж при застосуванні строфантину. Подібно до дигоксину та інших глікозидів наперстянки, ланатозид С чинить більш виражений вплив на діастолу, ніж на систолу. У хворих із серцевою недостатністю ланатозид С знижує венозний тиск, збільшує виділення сечі, сприяє зменшенню периферичних набряків та задишки. При миготливій аритмії препарат сприяє зменшенню частоти серцевих скорочень, подовженню діастоли та покращенню внутрішньосерцевої та системної гемодинаміки. Ланатозид С має помірну здатність до кумуляції, та середньою швидкістю настання ефекту і тривалості дії. Препарат має майже однакову ефективність при пероральному та парентеральному застосуванні. При застосуванні високих доз ланатозиду С може спостерігатися звуження коронарних артерій.

### Фармакокінетика
Ланатозид С не повністю всмоктується при пероральному застосуванні, біодоступність препарату при пероральному застосуванні становить 15—45 % (згідно деяких інших джерел — від 20 до 60 %), при внутрішньовенному введенні біодоступність становить 100 %. При пероральному застосуванні дія препарату розпочинається за 0,5—2 години після прийому препарату, максимальна дія розпочинається за 4—6 годин після застосування ланатозиду С. При внутрішньовенному застосуванні початок дії ланатозиду С розпочинається за 5—30 хвилин після ін'єкції. Ланатозид С у незначній кількості (25—40 %) зв'язується з білками плазми крові. Як і інші серцеві глікозиди, ланатозид С рівномірно розподіляється в організмі, незначно вищі концентрації препарату спостерігаються у надниркових залозах, підшлунковій залозі, печінці та нирках, у міокарді концентрується лише приблизно 1 % препарату. Метаболізується препарат у печінці з утворенням неактивних метаболітів. Виводиться ланатозид С із організму переважно із сечею у вигляді метаболітів, частково виводиться з калом. Період напіввиведення препарату становить 28—36 годин, повне виведення ланатозиду С із організму триває 2—7 діб. Виведення ланатозиду С може уповільнюватися у хворих із печінковою та нирковою недостатністю, а також у літніх людей.

## Застосування
Згідно інструкції до застосування, ланатозид С натепер застосовується при гострій серцевій недостатності та хронічній серцевій недостатності II—ІІІ ступеня (II—IV ступеня по NYHA), тахісистолічній формі миготливої аритмії, фібриляції передсердь, хронічному легеневому серці та суправентрикулярній тахікардії.

## Побічна дія
При застосуванні ланатозиду С побічні ефекти спостерігатися частіше при його передозуванні або при підвищеній чутливості до серцевих глікозидів. Серед побічних ефектів ланатозиду С найчастішими є:
- Алергічні реакції та з боку шкірних покривів — висипання на шкірі, кропив'янка, гіперемія шкіри.
- З боку травної системи — нудота, блювання, діарея, анорексія.
- З боку нервової системи — загальна слабкість, запаморочення, головний біль, зниження гостроти зору, порушення кольорового зору, депресія, порушення сну, судоми.
- З боку серцево-судинної системи — екстрасистолія, шлуночкові аритмії, атріовентрикулярна блокада, брадиаритмія, фібриляція шлуночків.
- Інші побічні ефекти — гінекомастія, тромбоцитопенія, тромбоцитопенічна пурпура, носова кровотеча, петехії.

## Передозування
Передозування ланатозиду С зустрічається частіше, ніж при застосуванні глікозидів строфанту та конвалії, ймовірність передозування збільшується в осіб похилого віку; хворих із гіпокаліємією, гіпомагніємією, гіпернатріємією, гіперкальціємією, алкалозом; хворих із легеневим серцем, із вираженою ділятацією порожнин серця та хворих із печінковою та нирковою недостатністю. Найчастіше першими симптомами передозування ланатозидом С є зниження апетиту, блювання, діарея, біль у животі; серед кардіальних симптомів початковими симптомами є шлуночкова екстрасистолія (по типу бігемінії, політопної екстрасистолії), шлуночкова пароксизмальна тахікардія, синоатріальна та атріовентрикулярна блокада, миготлива аритмія або фібриляція передсердь. Іншими симптомами передозування можуть бути підвищення артеріального тиску, неврити або радикуліти, парестезії, маніакально-депресивний психоз. Характерними ознаками інтоксикації ланатозидом С, як і іншими серцевими глікозидами, є зниження гостроти зору (внаслідок ретробульбарного невриту), миготіння «мушок» перед очима. спотворення величини предметів, а також зміна забарвлення видимих предметів у жовто-зелений колір.
При інтоксикації ланатозидом С лікування розпочинається із відміни препарату, застосування антидотів серцевих глікозидів (унітіол або натрію етилендіамінтетраацетат, ацетилцистеїн, таурин), симптоматичних засобів (тіамін, рибофлавін, нікотинамід, токоферол, піридоксин). Як антиаритмічні засоби застосовуються лідокаїн, дифенін, аміодарон та фенітоїн. При гіпокаліємії застосовуються препарати калію — найчастіше внутрішньовенно розчин хлориду калію. При вираженій брадикардії застосовуються м-холіноблокатори.

## Протипокази
Ланатозид С протипоказаний при інтоксикації серцевими глікозидами, підвищеній чутливості до препарату, синдромі WPW, гострому інфаркті міокарду, атріовентрикулярній блокаді II та III ступеня, брадикардії, екстрасистолії, синдромі слабкості синусового вузла, ізольованому мітральному стенозі, нестабільна стенокардії, гострому міокардиті, ендокардиті, гіпертрофічній обструктивній кардіоміопатії, констриктивному перикардиті, аневризмі грудного відділу аорти, гіперкальціємії, гіпокаліємії, вагітності та годуванні грудьми.

## Форми випуску
Ланатозид С випускається у вигляді 0,02 % розчину для ін'єкцій у ампулах по 1 мл; флаконах по 10 мл 0,05 % розчину для перорального застосування і таблеток по 0,025 г.